# Mérnök

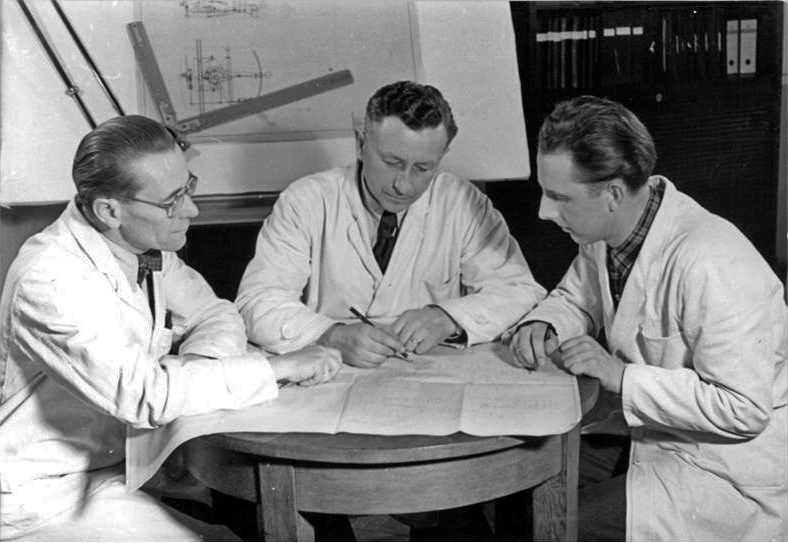
Német mérnökök munka közben

A szó magyar értelmezése szerint a mérnök a mérnöki tudományokban dolgozó olyan egyén, aki megfelelő szakirányú egyetemi vagy főiskolai képzettséggel (diplomával) rendelkezik és egy megfelelő szakmai szervezet elismerten magas képzettségű tagjai által felállított vizsga letételével (a diploma megvédése) vagy egy megfelelő színvonalú tartalmas munkával gyakorlati tudását bebizonyítva a szakmai szervezet elismerését elnyerte, tehát aki ezt a hivatást, pályát, illetve szakmát választotta munkájára.
A mérnök feladata gazdaságos és biztonságos módszerek kifejlesztése technikai követelményeket figyelemben tartva a tudományból ismert törvények matematikai alkalmazásával műszaki problémák megoldására, ami lehet új anyagok, szerkezetek, gépek, készülékek, vagy folyamatok tervezése, létrehozása, továbbfejlesztése, vagy azok előállításának (gyártási folyamatok) ellenőrzése, üzemeltetése, továbbfejlesztése és karbantartása.

## Történelem

### A mérnök szó eredete
A mérnök szó eredetileg a földmérőt jelölte, tehát a mai geodétát. A gépészmérnök és a vegyészmérnök fogalmakat az ipari forradalom teremtette meg, a 19. század végére az építész fogalom megjelölése is építészmérnökké változott. Már a 20. század elején felvetődött, hogy az általános fogalmat jelölő mérnök szóhoz is valamilyen jelző kapcsolódjék, mely ekkor csak az út, a vasút, a vízszabályozás és a hídépítés tudományában való jártasságra utalt.

### A mérnök szó megfelelője más országokban
A magyar mérnök szó fenti eredete eltér a más országokban használt megjelölés eredetétől, amik általában az angol engineer szóhoz hasonlóan az 1250-es évekből származó latin ingenium szóra vezetődnek vissza. Ez egy ún. innate, vagyis eredeti, a születéstől fogva jelenlevő tulajdonságot és főleg észerőt és ebből következtethetően valami ügyes találmányt jelentett. A kb. 1325 körüli eredetű angol engine szó hadi találmányt (például a katapultot) az engineer szó pedig ilyen harci gépek feltalálóját és gyártóját, majd annak használatában jártas egyént értelmezett, később mindenféle gép, vagyis ügyes fejtörésből származó szerkezet, masina szakszerű működtetőjét. Ezt a jelentést tág értelemben az angolban még ma is használják. (lásd lejjebb)
Bár az angol engineer szó eredetéhez hasonlóan a francia ingénieur, a német ingenieur, spanyol ingeniero, olasz ingegnere, finn insinööri, és az orosz инженер és ennek más szláv változatai csaknem kivétel nélkül az ipari forradalom idején használt értelmezésre utalnak, és ha a magyar szó ezektől formailag különbözik is, ennek mai értelme megfelel ezeknek az idegen szavaknak ez értelmével, és csak a tágabb értelemben vett mostani angol használat a kivétel.
Tehát a magyar mérnök szó még mai napig is tágabb értelemben használt angol engineer szónak nem pontos fordítása, mert ez utóbbi mindenkire használható, akiknek gépek használatában, azok javításában, üzemeltetésében, karbantartásában van szaktudásuk, még ha azt egy magas fokú oktatás elvégzését jelző bizonyítvány, diploma tulajdonát nem is garantálja. A magyarban ezeket a foglalkozásokat űző egyénekre a technikus szó használható, de a mérnök szót nem magába foglaló gépész, vegyész, építész, műszerész kifejezések sem jelentenek egyetemi, vagy főiskolai képzettséget és matematikai jártasságot, csak foglalkozási ágat és gyakorlati tudást.
A magyar mérnök szót az angol két szóval fejezi ki, amikor az engineer szóhoz egy képzettségi, vagy tapasztalati ill. gyakorlati tudásra hivatkozó jelzőt kapcsol, pl Chartered Engineer, Professional Engineer, Incorporated Engineer, vagy European Engineer. Ezek egy szakmai címet is jelentenek meg vagy akadémiai képzettséget is, vagy pedig olyan egyénekre is alkalmazhatóak, akik kiváló munkájukkal, és egyéni tanulmányaik után egy megfelelő szakmai egyesület, vagyis egy mérnöki kamara vizsgája révén a kamara (professional body) vizsgálóbizottságának elismerését elnyerték. Ezek a címek tehát megfelelnek a magyar mérnök szó értelmezésének, ami gyakorlati jártassággal kapcsolt egyetemi, vagy főiskolai képzettséget és magas színvonalú tudást jelent. 
A kiterjedt fogalom egyéb angol értelmezései
1. Gép működtetése

Az USA-ban
- railroad engineer mozdonyvezető
- ship's engineer gőzhajógépész
- broadcast engineer rádió- vagy tv-adókészülék kezelője
- stationary engineer kazánház, álló gőzgép működtetője
- field engineer illetve customer engineer olyan szakember leírása, aki egy cég nevében kiküldetésben, az üzemen kívül dolgozik a cég vevői sokszor bonyolult problémáinak helyben való megoldásán
- a tűzoltásban az engineer az a tűzoltó, aki a kocsival marad és a szivattyú(k) működését, vagyis a folyamatos vízszolgálatot biztosítja

1. Privát cégek által adott engineer címek

Egyes cégek engineer nevet adnak a nem egyetemet vagy főiskolát végzett, hanem általuk kiképzett szakembereknek. Ilyenek például a
- Microsoft Certified Systems Engineer Microsoft által képzett és vizsgáztatott rendszer szakember
- Certified Novell Engineer Novell cég által képzett és vizsgáztatott szakember
- Red Hat Certified Engineer a Red Hat cég által képzett és vizsgáztatott szakember stb.

Az ilyen szóhasználat Kanadában tiltva van. A kanadai mérnökegyesületek széles körű kampányt szerveztek ellene, és ma már az engineer szót sok cég eltávolította a foglalkozásleírásból.
1. Military (hadászati) engineer

- Az angol szóhasználatban a kifejezés értelmezése a nemzetvédelmi, katonai szervezetben dolgozó szakember, akinek a feladata nemcsak a fegyverek tervezése és előállítása, de az ellenséges támadó fegyverek, valamint védelmi berendezések és rendszerek kiiktatása is. Ez az értelmezés már ősidők óta használatos, de ma az aknák telepítésében illetve aknátlanításban való jártasság is beleértődik. Ennek magyar fordítása hadmérnök.
- Hadihajók esetében a műszaki feladatokban leggyakorlottabb tiszt, a hajó mérnöki osztaga vezetőjének a hivatalos neve Senior Engineering Officer (vagyis idősebb mérnöktiszt), amivel az Amerikában Cheng-re rövidített Chief Engineer (vagyis főmérnök) cím egyenértékű, de ami az angol kereskedelmi flottában is használatos.

## A mérnök társadalmi szerepe
A tervezési, kutatási, és fejlesztési munkán kívül számos egyéb alkalmazásban is találunk mérnököket. Ilyenek például gyártási folyamatok ill. termékek ellenőrzése, teljes gyártási folyamatok időtartamának kiértékelése és költségvetése, üzemvezetés, gyárigazgatás, gyár képviselet és termék árusítás. Mérnöki tudásra van szükség ahhoz, hogy valaki egy komplex gyártmány vagy egész gyártási berendezés szolgáltatása esetén a vevőknek szaktanácsot adjon. Számos mérnök dolgozik állami vagy szakmai iparellenőri, valamint főiskolai, egyetemi oktatói állásban, ami szakmai vizsgafeladatok összeállítását és azok megoldásának kiértékelését is magában foglalhatja. Gyakran gyárak mérnök-képviselői állítanak fel országos és nemzetközi szabványokat, valamint gyártmányminőségi előírásokat, és ezek ellenőrzésére szolgáló készülékeket, valamint azok használati utasításait.
A mérnök széles körben használ számítógépeket ipari termékek és gyártási folyamatok tervezésére, azok hatásfokának, gazdaságosságának matematikai kiértékelésére (analizálására) gép-, szerkezet-, vagy gyártórendszer-szimulációra, részleg-előírások (specifikáció) felállítására, gyártási folyamatok teljesítményének ellenőrzésére. A mérnököknek a nanotechnológiában is kiemelt szerep jut, melynek az a társadalmi jelentősége, hogy a gyártás során felhasznált drága anyagok (pl. ritkaföldfémek, nemesfémek) gazdaságos felhasználását biztosítja.

## Törvények a cím használatára
Az európai kontinens államainak többségében, és a dél-amerikai országokban a magyar mérnök szónak megfelelő címet csak egyetemet vagy főiskolát végzettek használhatják, másoknak ez tiltva van. Az Amerikai Egyesült Államokban, Kanadában és Dél-Afrikában számos mérnöki cím használatát ugyancsak törvény védi. Ilyen védett címek például a Professional Engineer (Hivatásos Mérnök) cím, és a mérnöki tudomány egyes speciális ágában dolgozók, pl civil engineer (építőmérnök) mechanical engineer (gépészmérnök) cím is. Az IEEE-USA, vagyis az American Institute of Electrical and Electronics Engineers (elektromos és elektronikai mérnökök intézménye) kiadványa mérnökeire ezt így összegzi:
Az engineer címet és az e névből leszármazott címeket csak olyan egyének viselhetik, akiknek szakmai képzettsége és munkajártassága, gyakorlottsága biztosítja azt, hogy annak eredménye a közbiztonságot nem fenyegetheti. Ezek a címek arra szolgálnak, hogy az azt viselő egyén szakképzettségét és gyakorlati szaktudását a közösség felismerhesse. Ilyen képzettséget és gyakorlatot bizonyít
- Egy egyetemi vagy főiskolai képzés elvégzését (vagy ennek megfelelőjét) igazoló bizonyítvány (diploma) tulajdona, valamint egy elegendő, a szakmában már előzőleg elismerten járatos egyén ellenőrzése alatti, vagy egy ilyen testület megítélése szerinti jó gyakorlati munka sikeres elvégzését kimutató bizonyítvány vagy
- Egy a Professional Engineer névadására illetékes szakmai testület ítélete, vagy
- Egy az állam, illetve az ország szakmai testülete által a külföldi intézmények diplomái kiértékelésére kinevezett személyekből álló bizottság ítélete, ami egy általuk felállított (például egy tervezési) feladat megoldásának kiértékelésén is alapulhat.

## Szakmai képzés és gyakorlat
A mérnökképzés általában egyetemen vagy főiskolán történik. A világ első műszaki akadémiája az 1735-ben Selmecbányán alapított bányászati-kohászati akadémia (bánya-, kohó- és erdőmérnököket képeztek), mely a trianoni békeszerződés után először Sopronba, majd Miskolcra költözött. Itt Nehézipari Műszaki Egyetem néven alakult újjá, ma a Miskolci Egyetem nevet viseli. Az erdészképzés Sopronban maradt, melyből a mai Nyugat-magyarországi Egyetem alakult ki (korábban Erdészeti és Faipari Egyetem illetve Soproni Egyetem). A Budapesti Műszaki és Gazdaságtudományi Egyetem hivatalos elődjét, amit Institutum Geometrico-Hydrotechnicum (vagyis Geometriai és Hidrotechnikai Intézet) néven 1782-ben a Habsburg Birodalom uralkodója, II. József császár utasítására létesítettek, a világ első mérnökképző egyetemeként, a mai Magyarország legnagyobb mérnökképző intézményét.

### Egyéb követelmények
A jó mérnök gondot fordít elméleti tudásának és gyakorlati jártasságának továbbfejlesztésére, tehát állandó önképzést folytat az újonnan felbukkanó technológiákban, a számítógép (hardver, szoftver) használatában, azok alkalmazási területeit beleértve; gyors és logikus gondolkozású, aki minden részletre kiterjedően közelíti meg feladatait, például hibaelemzést folytat azok megoldására, és megőrzi nyugalmát még nehéz körülmények között is. A jó mérnök nemcsak jó szóbeli és írásbeli, valamint időbeosztási képességekkel rendelkezik, de gyakorlata van grafikus módszerek használatában is, mely kiterjed diagramok műszaki rajzok, vázlatok készítésére, számítógéppel segített tervezőrendszerek (CAD) használatára is. Ezenkívül jó csoportvezetőnek is kell lennie, aki beosztottjait szakszerűen szervezi, tanítja és példájával jó munkára készteti.
A mérnököknek mint a műszaki értelmiség élenjáró szakembereinek célja kell hogy legyen a társadalmi szerepvállalás, a közügyekben való részvétel, és az erkölcsi értékek szem előtt tartása. Pattantyús Á. Géza szavaival:
„A mérnöki hivatás felelősségteljes gyakorlásához az alapos szaktudáson felül széles látókörre, erkölcsi értékkel párosult jellemerőre és felelősségtudatra van szükség.”

### Amerikai Egyesült Államok
Az USA-ban a legalsóbb képzettségi fokozat (angolul degree) a mérnöki tudományokban és a tudomány más ágaiban is a baccaleureus (angolul bachelor) képesítés, (rövidítve BSc) ami egy négyéves kurzus utáni sikeres vizsga eredménye. Ezt (az egyetemtől függően) egy 1-2 évet igénylő mesteri (angolul master) fokozat (rövidítve MSc) elnyerésére irányuló képzés követheti, majd egy doktori (angolul Doctor of Science) képesítés, (rövidítve D.Sc, Sc.D, D.S. vagy Dr.Sc) elnyerésére szolgáló további tanulmány, ami általában a mesteri képesítést szolgáló munka folytatásából, illetve befejezéséből áll. Ipari alkalmazásra a két első fokozat már általában megfelel, míg doktori képesítésre azoknak van szükségük, akik szakoktatásban vagy a kutatásban kívánnak elhelyezkedni. Az USA-ban számos egyetemnek van különböző mérnöki kara, de van sok felsőfokú mérnöki oktatásra szolgáló specializált intézet is, pl. Institute of Technology vagyis Technológiai Intézet vagy University of Technology, vagyis Műszaki Egyetem. Az amerikai egyetemek általában magánegyetemek, ahol a tanrend sokban különbözhet, például több-kevesebb nem-mérnöki tárgy befoglalásával, de az oktatási színvonal sem egyenértékű, úgyhogy a képesítéssel elnyert cím megbecsülése is az egyetem vagy főiskola tekintélyétől függ.

### Kanada
Kanadában 40 oktatási intézet szolgáltat akkreditált kurzusokat a mérnökképzés 239 különféle ágára, amelyek sikeres elvégzése után a hallgatók bachelor (baccaleureusi) címet nyerhetnek. Az akkreditált szó a végzettek működési engedélyre (licence-re) való jogosultságát jelenti. A kanadai rendszer szerint ezen engedély nélkül senki se dolgozhat a szakmájában. Európai egyetemek legalább négyéves kurzusa általában elegendő szabad kanadai mérnöki tevékenységre, de az első 1-3 évig csak egy kanadai mérnök ellenőrzése alatt. Rövidebb kurzusból nyert baccaleureusi képesítés esetén azonban legjobb teljes, mesteri oklevélhez juttató 5-éves kurzust végezni egy kanadai akkreditált felsőoktatási intézetben.

### Az európai országokban
A mérnökképzés Európa országaiban a 20. század végéig különbözött országonként egymástól is, meg persze az angolszász rendszerétől is, de az európai egyetemi és főiskolai oktatás és vizsgakiértékelés szabványosítása egyre kívánatosabbnak tűnt. Az e célt szolgáló folyamat neve a bolognai folyamat, amit az illetékes egyetemi oktatási hatóságok gyűlései hoztak létre. A bolognai folyamat lényegében az egyetemi és főiskolai képzésnek az angolszász baccaleureus-master-doktor cím elérésére szolgáló rendszernek az európai egyetemek és főiskolák általi elfogadását jelentette a korábbi oklevél-rendszer helyett, tehát ez közelebb van az angolszász rendszerhez, mint az európaiakhoz, ami miatt több kritika is érte és a csatlakozás viszonylag lassan ment végbe.
Hivatalosan a bolognai folyamat célja egy olyan európai felsőoktatási térség létesítése, amelyben az egyetemi és főiskolai oktatás színvonala és ez elérhető tudományos fokozat egyenértékű. A célt a Lisbon Recognition Convention (Lisszaboni elismerési egyezmény) tűzte ki 1998-ban, ami javaslatát végül is az európai oktatásügyi miniszterek a Bolognai Egyetemen (Università di Bologna) tartott konferencián tárgyalták meg 1999-ben, és ahol az egyezséget 29 oktatásügyi miniszter írta alá.
Az európai felsőoktatási térség országai:
- 1999-től: Ausztria, Belgium, Bulgária, Csehország, Dánia, Egyesült Királyság, Észtország, Finnország, Franciaország, Görögország, Hollandia, Írország, Izland, Lettország, Lengyelország, Litvánia, Luxemburg, Magyarország, Málta, Németország, Norvégia, Olaszország, Portugália, Románia, Szlovákia, Szlovénia, Spanyolország, Svédország és Svájc
- 2001-től: Ciprus, Horvátország, Liechtenstein, Törökország
- 2003-tól: Albánia, Andorra, Bosznia-Hercegovina, Macedónia, Oroszország, Vatikán
- 2005-től: Azerbajdzsán, Grúzia, Moldova, Örményország és Ukrajna
- 2007-től: Montenegró

Így az Európai Tanács tagországai közül csak Monaco és San Marino nem csatlakozott eddig, kimaradt még Fehéroroszország és Kazahsztán is, de joguk van a csatlakozáshoz.
A folyamat továbbfejlesztéséhez a következő szervezetek fognak hozzájárulni (angol rövidítések): ESIB, EUA, EURASHE, EI, ENQA, UNICE, az Európai Tanács, az Európai Bizottság, UNESCO, ENIC, NARIC és EURODOC.
Ennek az egyezménynek köszönhetően ma már magyar egyetemek is kínálnak kurzusokat a BSc (Bachelor of Science, vagyis nem hivatalos néven a Tudomány Baccaleureusa), az MSc (Master of Science, nem-hivatalos néven a Tudomány Mestere) és a PhD (latin Philosophiae Doctor, angolul Doctor of Philosophy, vagyis a Filozófia Doktora) címek elérésére.

## Mérnökképzésre szolgáló magyar egyetemek és főiskolák[3]
- Budapesti Műszaki és Gazdaságtudományi Egyetem
  - Építőmérnöki Kar
  - Építészmérnöki Kar
  - Gépészmérnöki Kar
  - Közlekedésmérnöki és Járműmérnöki Kar
  - Vegyészmérnöki és Biomérnöki Kar
  - Villamosmérnöki és Informatikai Kar
- Gábor Dénes Egyetem
- Óbudai Egyetem
  - Alba Regia Műszaki Kar
  - Bánki Donát Gépész és Biztonságtechnikai Mérnöki Kar (1999-ig BDMF)
  - Kandó Kálmán Villamosmérnöki Kar
  - Rejtő Sándor Könnyűipari és Környezetmérnöki Kar
  - Neumann János Informatikai Kar
  - Keleti Károly Gazdasági Kar
  - Ybl Miklós Építéstudományi Kar (1999-ig YMMF)
- Debreceni Egyetem
  - Műszaki Kar (1999-ig KLTE-MFK)
  - Informatikai Kar
  - Természettudományi és Technológiai Kar
  - Mezőgazdaság-, Élelmiszertudományi és Környezetgazdálkodási Kar
- Dunaújvárosi Egyetem
- Eötvös Loránd Tudományegyetem Informatikai Kar
  - Savaria Műszaki Intézet (2017-től)
- Eötvös József Főiskola
  - Műszaki Fakultás
- Kecskeméti Főiskola[4]
  - Kertészeti és Vidékfejlesztési Kar
  - GAMF Műszaki és Informatikai Kar
  - Műszaki Főiskolai Kar (1999-ig GAMF)
- Miskolci Egyetem
  - Műszaki Anyagtudományi Kar (korábban: Kohómérnöki Kar)
  - Gépészmérnöki és Informatikai Kar
  - Műszaki Földtudományi Kar (korábban: Bányamérnöki Kar)
- Nyíregyházi Egyetem
  - Műszaki és Mezőgazdasági Kar (1999-ig GATE-NYFK)
- Nyugat-magyarországi Egyetem
  - Faipari Mérnöki Kar
  - Természettudományi és Műszaki Kar (2017. februártól ELTE IK)
  - Erdőmérnöki Kar
- Pázmány Péter Katolikus Egyetem
  - Információs Technológiai és Bionikai Kar
- Pécsi Tudományegyetem
  - Pollack Mihály Műszaki Kar (1999-ig JPTE-MFK)
- Széchenyi István Egyetem
  - Gépészmérnöki, Informatikai és Villamosmérnöki Kar
  - Audi Hungaria Járműmérnöki Kar
  - Mezőgazdaság- és Élelmiszertudományi Kar
  - Építész-, Építő- és Közlekedésmérnöki Kar
- Szent István Egyetem
  - Gépészmérnöki Kar (1999-ig GATE-MGK)
  - Mezőgazdaság és Környezettudományi Kar
  - Gazdasági, Agrár és Egészségtudományi Kar
  - Élelmiszertudományi Kar
  - Kertészettudományi Kar
  - Tájépítészeti és Településtervezési Kar
- Szegedi Tudományegyetem
  - Mérnöki Kar
  - Természettudományi és Informatikai Kar (Műszaki és Anyagtudományi Intézete)
- Szolnoki Főiskola (2010-ig Szolnoki Főiskola Műszaki és Mezőgazdasági Fakultás SZF-MMFK)
- Veszprémi Egyetem[5]
  - Mérnöki Kar
  - Georgikon Kar
  - Műszaki Informatikai Kar
- Zrínyi Miklós Nemzetvédelmi Egyetem
  - Bolyai János Katonai Műszaki Kar

## Fordítás
- Ez a szócikk részben vagy egészben  az   Engineer című angol Wikipédia-szócikk fordításán alapul.  Az eredeti cikk szerkesztőit annak laptörténete sorolja fel. Ez a jelzés csupán a megfogalmazás eredetét és a szerzői jogokat jelzi, nem szolgál a cikkben szereplő információk forrásmegjelöléseként.